# 蓝刻齿雀鲷
蓝刻齿雀鲷（学名：Chrysiptera cyanea）又稱圓尾金翅雀鯛、吻帶豆娘魚，为雀鲷科刻齿雀鲷属的鱼类。分布印度西太平洋區，從印度洋東部至澳洲西部、新幾內亞、菲律賓、臺灣、琉球群島、所羅門群島等一帶的珊瑚礁等，深度0-10公尺，俗名是蓝魔。

## 描述
外表颜色呈亮蓝色，体长可达8.5公分。雌鱼,和雄鱼的分别很明显，容易分辨，雌鱼的背鳍,末端有一个小黑点，在日本,和菲律宾一带的海域
雄鱼的鱼鳍,会有黑色的边缘，背鰭硬棘13枚、背鰭軟條12-13枚、臀鰭硬棘2枚、臀鰭軟條13-14枚，而其它海域的雄鱼，鱼尾会呈现橙黄色
俗名是,「橙尾魔」。

## 習性
在珊瑚礁中各處也可見其蹤影，成群出現，以一隻雄魚及數尾雌魚或稚魚，以藻類為食。

## 水族飼養
在同「属」群中，蓝魔的领域性和侵略性比较强，也非常强壮，雌雄配对，领域性更强，会攻击意图经过其產卵领地的同属或他属、体型相近的鱼类。